# Nelson Emerson
Nelson Donald Emerson (* 17. August 1967 in Hamilton, Ontario) ist ein ehemaliger kanadischer Eishockeyspieler und -trainer sowie derzeitiger -funktionär, der im Verlauf seiner aktiven Karriere zwischen 1986 und 2002 unter anderem 811 Spiele für die St. Louis Blues, Winnipeg Jets, Hartford Whalers, Carolina Hurricanes, Chicago Blackhawks, Ottawa Senators, Atlanta Thrashers und Los Angeles Kings in der National Hockey League auf der Position des rechten Flügelstürmers bestritten hat. Seinen größten Karriereerfolg feierte Emerson im Trikot der kanadischen Nationalmannschaft mit dem Gewinn der Goldmedaille bei der Weltmeisterschaft 1994.

## Karriere
Nelson Emerson begann seine Karriere als Eishockeyspieler an der Bowling Green State University, die er von 1986 bis 1990 besuchte, während er parallel für deren Eishockeymannschaft in der Central Collegiate Hockey Association spielte. Dort erhielt er zahlreiche individuelle Auszeichnungen. Bereits als Juniorenspieler war er im NHL Entry Draft 1985 in der dritten Runde als insgesamt 44. Spieler von den St. Louis Blues ausgewählt worden. Für deren Farmteam Peoria Rivermen aus der International Hockey League gab er gegen Ende der Saison 1989/90 sein Debüt im professionellen Eishockey. In der folgenden Spielzeit gewann der Flügelspieler mit Peoria den Turner Cup. Er selbst wurde mit der Garry F. Longman Memorial Trophy als Rookie des Jahres der IHL ausgezeichnet und in das First All-Star Team der Liga gewählt. Parallel kam er zu seinen ersten vier Einsätzen in der National Hockey League für die St. Louis Blues, bei denen er von 1991 bis 1993 einen Stammplatz in der NHL hatte.
Im September 1993 wurde Emerson zusammen mit Stéphane Quintal im Tausch gegen Phil Housley innerhalb der NHL zu den Winnipeg Jets transferiert, bei denen er die folgenden beiden Jahre verbrachte. Ebenfalls zwei Spielzeiten lang blieb er daraufhin bei den Hartford Whalers. Als diese 1997 umgesiedelt wurden, lief er zunächst auch für deren Nachfolgeteam Carolina Hurricanes auf, ehe er im Dezember 1998 im Tausch gegen Paul Coffey an die Chicago Blackhawks abgegeben wurde. Noch vor Saisonende folgte jedoch bereits ein erneuter Wechsel. Im Tausch gegen Chris Murray wurde er an die Ottawa Senators abgegeben, für die er jedoch nur insgesamt sieben Spiele bestritt. Im August 1999 unterschrieb der Kanadier einen Vertrag als Free Agent bei den Atlanta Thrashers, für die er in 58 Spielen 33 Scorerpunkte, davon 14 Tore, erzielte. Kurz vor Ende der Trade Deadline folgte im März 1999 der Wechsel zu den Los Angeles Kings zusammen mit Kelly Buchberger im Tausch gegen Donald Audette und František Kaberle. Bei den Kings beendete er im Anschluss an die Saison 2001/02 seine aktive Karriere im Alter von 35 Jahren.
Von 2006 bis 2009 war Emerson als Assistenztrainer für die Los Angeles Kings in der NHL tätig. Seitdem ist er deren Director of Player Development.

### International
Für Kanada nahm Emerson an den Weltmeisterschaften 1992, 1994 und 1998 teil. Bei der WM 1994 gewann er mit seiner Mannschaft die Goldmedaille. Er selbst trug mit je zwei Toren und zwei Vorlagen in acht Spielen zum Titelgewinn bei.

## Erfolge und Auszeichnungen
| - 1987 CCHA Rookie of the Year - 1988 CCHA First All-Star Team - 1988 NCAA West Second All-American Team - 1989 CCHA Second All-Star Team - 1990 CCHA First All-Star Team | - 1990 NCAA West First All-American Team - 1991 Turner-Cup-Gewinn mit den Peoria Rivermen - 1991 IHL First All-Star Team - 1991 Garry F. Longman Memorial Trophy |

### International
- 1994 Goldmedaille bei der Weltmeisterschaft

## Karrierestatistik

### International
Vertrat Kanada bei:
- Weltmeisterschaft 1992
- Weltmeisterschaft 1994
- Weltmeisterschaft 1998

(Legende zur Spielerstatistik: Sp oder GP = absolvierte Spiele; T oder G = erzielte Tore; V oder A = erzielte Assists; Pkt oder Pts = erzielte Scorerpunkte; SM oder PIM = erhaltene Strafminuten; +/− = Plus/Minus-Bilanz; PP = erzielte Überzahltore; SH = erzielte Unterzahltore; GW = erzielte Siegtore; 1 Play-downs/Relegation; Kursiv: Statistik nicht vollständig)